# برکه کده‌بان
برکه کده‌بان در شهرستان گراش، استان فارس کشور ایران واقع شده‌است. این آب‌انبار به احاظ شکل و مخزن سقف آن، متفاوت با آب‌انبارهای دیگر منطقه‌است. آب‌انبارهایی از این نوع که در گراش انگشت شمار است به برکه گبری موسوم بوده بنا بر اقوال، دارای قدمتی بیش از اب انبارهای دیره‌ای شکل است. این آب‌انبار در محله بلئلز واقع است مخزن آن مستطیلی و گوش‌های آن قوس دار است و سقف آن، از داخل به صورت طاق و بیرون، به صورت مسطح ساخته شده‌است. آب‌انبارهایی از این نوع، دارای پله نمی‌باشد. دو دهانه‌های اصلی آن که مانند اغلب آب‌انبارهای طویل در سمت شرقی و غربی، قرار دارد، به اندازه پهنا و در عرض آب‌انبارها بوده و دو دهانه‌دیگر که در طول آب‌انبار ساخته شده، کوچک‌تر از دهانه‌های اصلی که در جهت شمالی و جنوبی قرار دارد. این دهانه‌ها که مجرای ورود و خروج آب است، کمی پایین‌تر از دهانه اصلی واقع شده‌است.
فاصله دهانه جنوبی از طاق غربی ۱۴ متر و فاصله دهانه شمالی از طاق غربی ۶ متر است. مصالح بکار رفته در مخرن شامل: سنگ، ساروج و در دهنه‌ها و سقف آب‌انبار از سنگ و گچ ساخته شده‌است.

## تخریب
این برکه در مردادماه ۱۳۹۳ به کلی نابود شده‌است. واگذاری زمینهای منطقه و انگیزه شخصی صاحب زمین، باعث تخریب این آب‌انبار تاریخی بوده‌است. متولی برکه‌های تاریخی در گراش اداره اوقاف است.